# NGC 202
NGC 202는 물고기자리에 위치한 렌즈형 은하이다. 1876년 11월 17일, 프랑스 천문학자 Édouard Stephan에 의해 발견되었다.

## 같이 보기
- 렌즈형은하
- NGC 1 ~ 999 목록
- 물고기자리